# Acherdoa ornata
Acherdoa ornata là một loài bướm đêm trong họ Noctuidae.